# HMS Narwhal (N45)
Le HMS Narwhal (Pennant number : N45) est l’un des six sous-marins mouilleur de mines de la classe Grampus appartenant à la Royal Navy. Il a été construit par Vickers-Armstrongs à Barrow-in-Furness et lancé le 29 août 1935. Il a servi durant la Seconde Guerre mondiale dans les eaux territoriales britanniques. Il a été perdu dans la mer du Nord le 23 juillet 1940, probablement coulé par un avion allemand.

## Conception
Après un prototype unique, le HMS Porpoise, construit en 1932, les cinq autres navires de la classe Grampus ont été lancés entre 1935 et 1938, avec une conception améliorée. Ces bâtiments de 82 mètres de long avaient un déplacement de 1 520 tonnes en surface et portaient 50 mines Mk XVI. Les mines sont stockées dans une galerie spéciale et transportées par un convoyeur intégré dans la coque extérieure, système qui avait été expérimenté avec le HMS M3 de classe M, devenu navire-école. Ces unités possédaient des ballasts qui formaient des excroissances de chaque côté de la coque.
La nécessité d'avoir des sous-marins mouilleurs de mines spécialisés devint moins évidente lorsque la Royal Navy fabriqua une mine pouvant être immergée par les tubes lance-torpilles de 533 mm.

## Engagements
Le HMS Narwhal (en français : narval) a été construit par Vickers-Armstrongs à Barrow-in-Furness. La pose de sa quille a eu lieu le 29 mai 1934 et il a été lancé le 29 août 1935. Il est commissionné dans la Royal Navy le 28 février 1936.
Le HMS Narwhal a eu une carrière en temps de guerre brève, mais mouvementée. En février 1940, il a aidé les destroyers britanniques HMS Imogen et HMS Inglefield à couler le sous-marin allemand U-63 au sud-est des îles Shetland. En mai, il a torpillé et coulé le transport de troupes allemand Buenos Aires. Il a aussi torpillé et endommagé le transport de troupes Bahia Castillo. Le Bahia Castillo est parvenu à rentrer au port, mais il a été déclaré irréparable.
La plupart des pertes que le HMS Narwhal a infligé à l’ennemi ont été causés par les mines qu’il a posées. Les dragueurs de mines auxiliaires allemands M 1302 / Schwaben, M 1102 / H.A.W. Möllerthe, Gnom 7, Kobold 1 et Kobold 3 ; le dragueur de mines allemand M 11 ; le chasseur de sous-marins auxiliaire allemand UJ D / Treff VIII ; le chalutier armé V 1109 / Antares et le navire marchand suédois Haga ont tous été coulés en heurtant des mines posées par le Narwhal.
Parmi les navires endommagés par les mines posées par le Narwhal figuraient le chalutier armé V 403 / Deutschland, les navires marchands allemands Togo et Clara M. Russ. Le dragueur de mines auxiliaire M 1101 / Fock und Hubert et le navire marchand allemand Palime ont également touché des mines du Narwhal. Ils ont été échoués avec succès mais ont déclaré irréparables.
On attribue souvent au Narwhal le mérite du naufrage du bateau de pêche norvégien Arild, mais en réalité le Arild a heurté une mine défensive allemande.
Le Narwhal a peut-être aussi coulé le sous-marin allemand U-1 qui a disparu en patrouille le 6 avril 1940, dont la route prévue traversait un champ de mines inconnu des Allemands que le Narwhal avait posé plus tôt ce jour-là. Par ailleurs, le sister-ship du Narwhal, le HMS Porpoise, a signalé avoir tiré sur un sous-marin inconnu, ce qui pourrait expliquer la perte du U-1.

### Naufrage
Le HMS Narwhal a quitté Blyth le 22 juillet 1940. Dans l’après-midi du 23 juillet, un avion Dornier Do 17 a signalé avoir attaqué un sous-marin dans la zone où le Narwhal aurait dû se trouver. Les Allemands croyaient que c’était le HMS Porpoise, mais comme le Narwhal n’a plus donné signe de vie, on a supposé que cette attaque l’a coulé.
En mai 2017, une expédition polonaise à la recherche du sous-marin polonais ORP Orzel a trouvé une épave jusque-là inconnue, qu’ils ont identifiée comme étant probablement le HMS Narwhal à partir de données recueillies par sonar. L'épave se trouve à environ 125 milles marins à l’est d’Aberdeen, en Écosse, par 56º 50' Nord et 01º 40' Est.
La perte du HMS Narwhal n'est pas due au hasard : depuis avril 1940, les services de renseignement allemands avaient déchiffré plusieurs messages adressés au Narwhal, qu'ils croyaient être le HMS Porpoise. La route du sous-marin étant connue des Allemands, l’attaque aérienne était planifiée. C’est apparemment le seul sous-marin britannique qui a été coulé à la suite de cette sorte de renseignement pendant la guerre. Les dommages visibles sur les images du sonar correspondent au rapport du pilote allemand.